# Incunabel

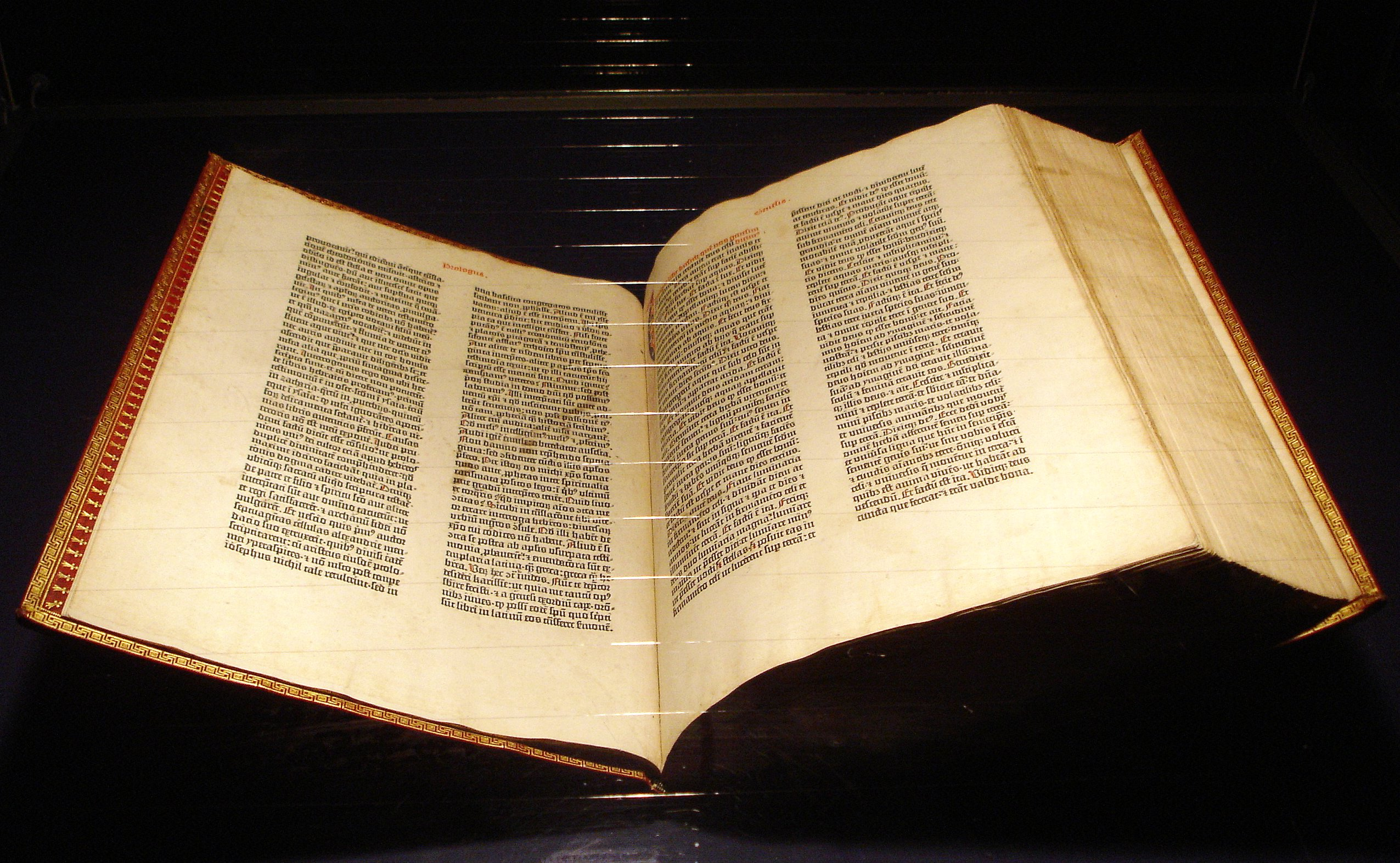
De 42-regelige bijbel van Gutenberg, het eerste gedrukte boek (1454)

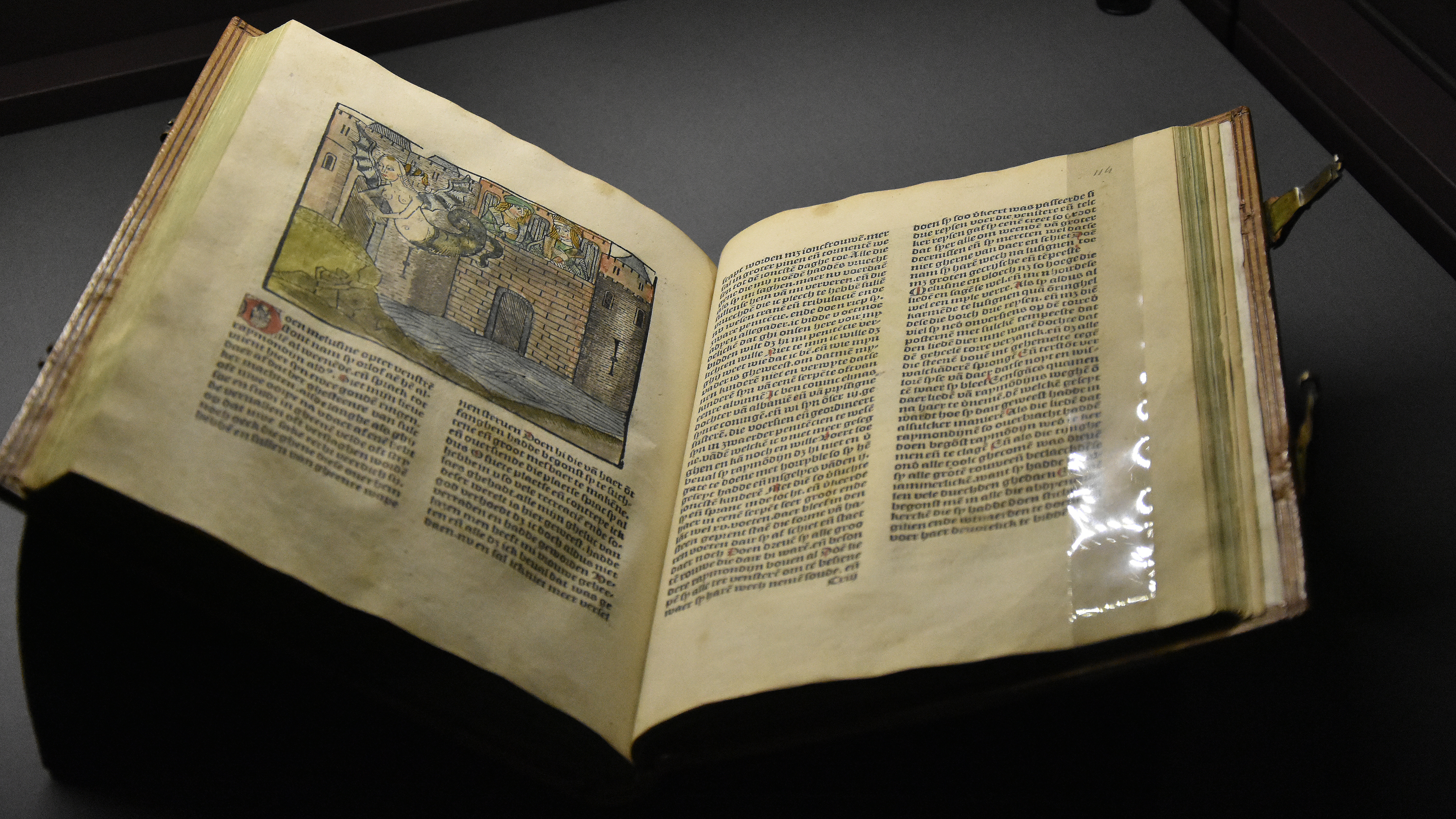
Jean d'Arras - Die wonderlike vreemde ende schone historie van Melusijnen ende van haren geslachte (incunabel uit 1491 - Koninklijke Bibliotheek van België)

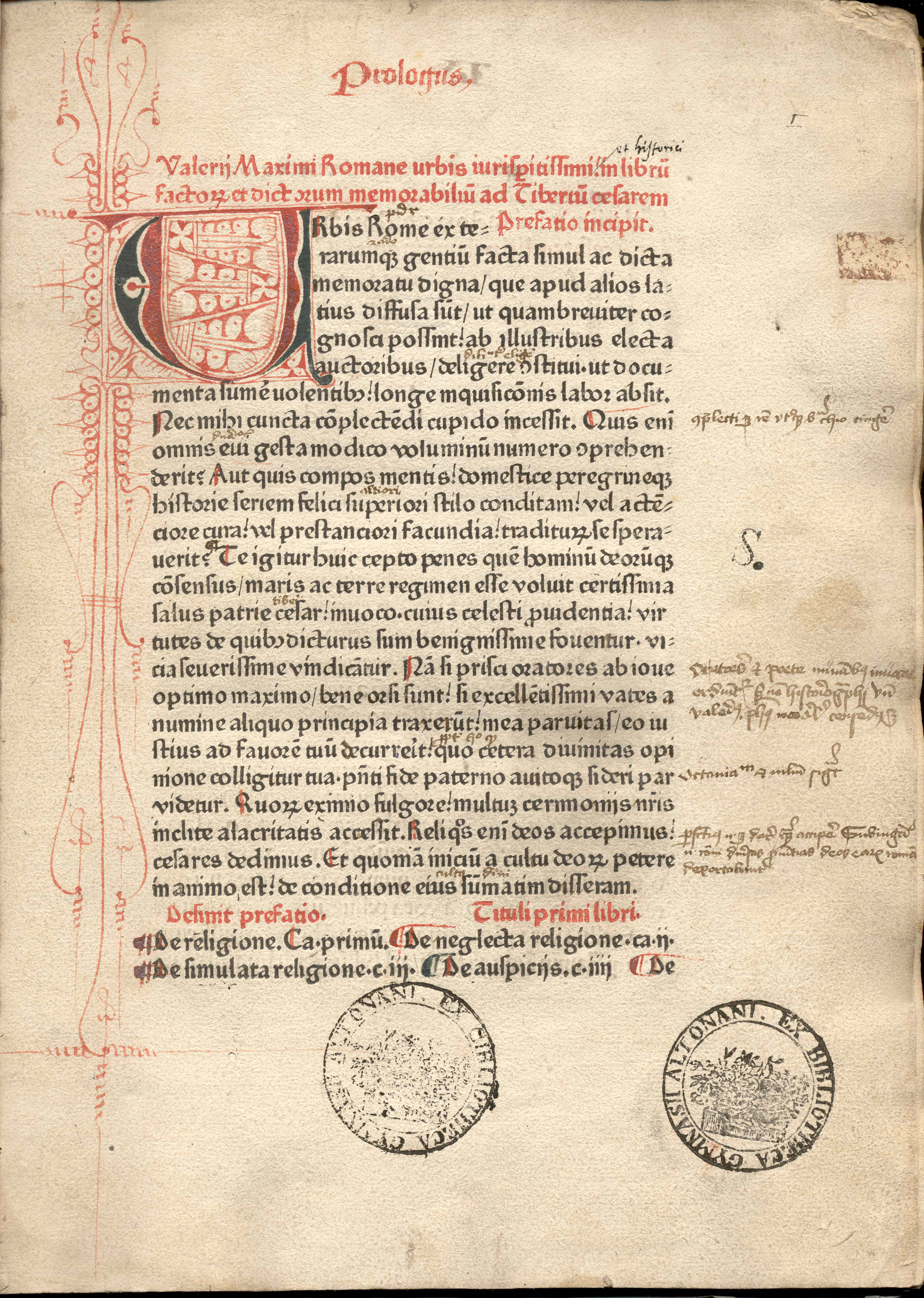
Een typografische incunabel (Valerius Maximus, Facta et dicta memorabilia, gedrukt door Peter Schöffer in Mainz, 1471)

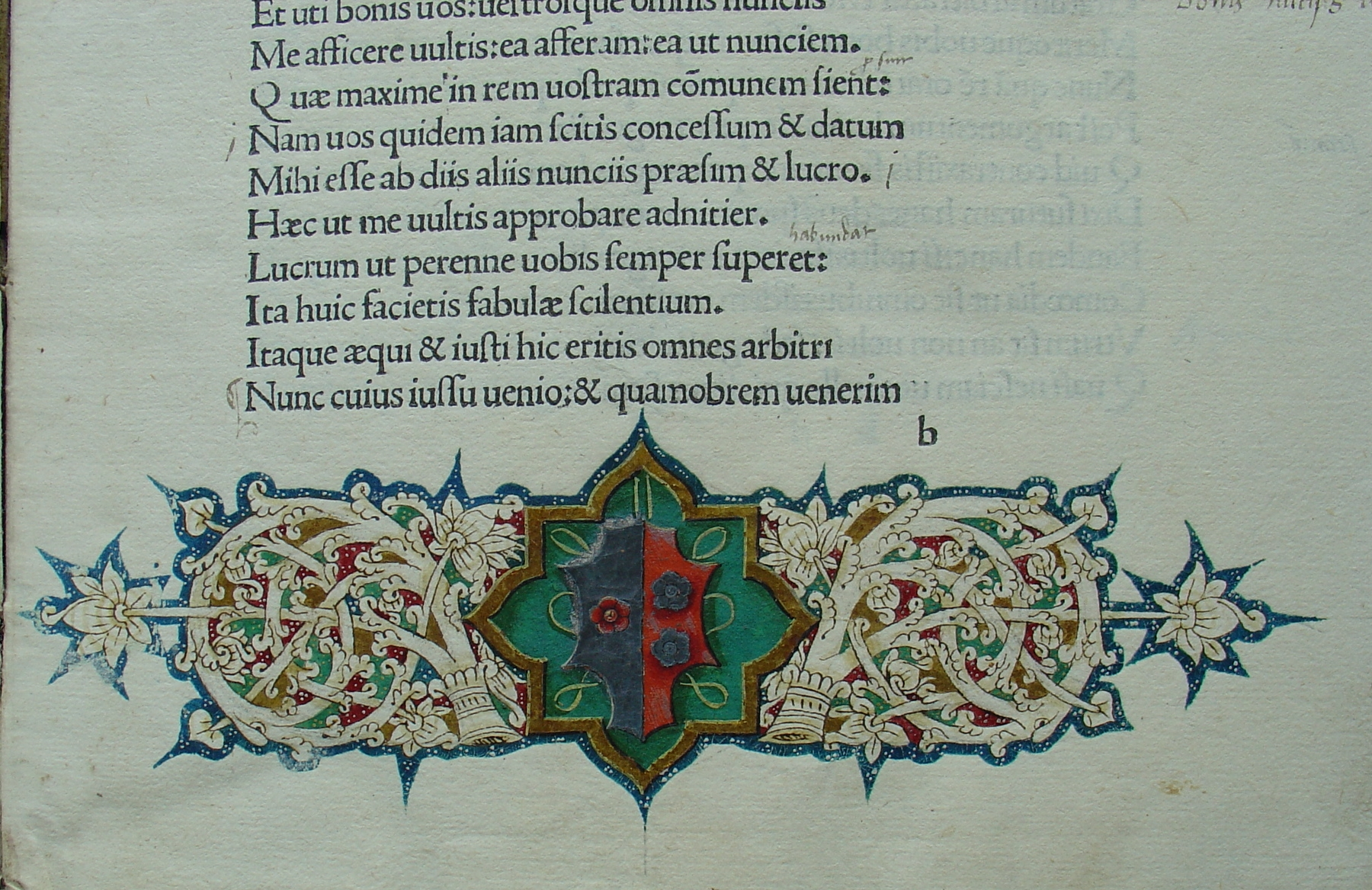
Detail van een editie van de blijspelen van Plautus, uitgegeven door Ulrich Scinzenzeler in Milaan (1490), voorzien van het wapenschild van de eerste eigenaar met bijbehorende versiering

Een incunabel of wiegendruk is een boek of geschrift dat gezet is met losse letters en gedrukt vóór 1 januari 1501 in Europa. Het woord 'incunabel' is rond 1640 bedacht door de Westfaalse geleerde Bernhard von Mallinckrodt en stamt van het Latijnse 'incunabula' dat windsels (om een baby mee in te bakeren) of luier betekent. Wiegendruk is de letterlijke vertaling daarvan: uit de babytijd van de boekdrukkunst.

## Periode
Het eerste gedrukte boek deed zijn intrede rond 1454, en de periode van de incunabelen heeft dus zo'n kleine halve eeuw geduurd. De incunabeldrukker werkte als ambachtsman meestal om winst te maken. Hij drukte gewoonlijk teksten die goed in de markt lagen, bijvoorbeeld godsdienstig materiaal als bijbels, missalen, theologische commentaren, brevieren en schoolboeken, maar ook 'stichtelijke' teksten, ridderromans, juridische studies en teksten van klassieke schrijvers. In het drukproces werd aanvankelijk gepoogd zo veel mogelijk de handgeschreven teksten te imiteren.
Het jaartal 1501 als grens is arbitrair. Het geeft niet direct een omslagpunt in de boekdrukkunst aan, maar is alleen het eerste jaar van de 16e eeuw. Wel maakt de 'incunabelstijl' in de eerste twintig jaar van de zestiende eeuw duidelijk plaats voor de moderne renaissancistische typografie, die begon met de Venetiaanse drukker Aldus Manutius (actief van 1495-1515). Het jaartal 1500 wordt sinds de 17e eeuw algemeen gebruikt als symbolisch eindpunt van de periode waarin het gedrukte boek het manuscript imiteerde. Boeken gedrukt tussen 31 december 1500 en 1540 noemt men postincunabelen. Beide perioden hebben een aantal kenmerken gemeen, die hen in wezen tot één periode maken:
- de deelvaardigheden, van zetter tot boekhandelaar, waren nog niet gespecialiseerd: één man kon alle handelingen verrichten
- het vak was in opbouw, en er bestonden vele kleine bedrijfjes
- er waren nog geen standaardlettertypen ontwikkeld.

In de periode tot 1540 waren Duitsland en Italië belangrijke centra van drukkunst. De rol van belangrijke drukcentra werd na de (post)incunabelperiode overgenomen door Frankrijk, de Nederlanden en Engeland. Toen trad er ook specialisatie op, de bedrijven concentreerden zich en werden grootschaliger, en allengs kregen bepaalde lettertypen internationaal de overhand.

## Betekenisverschuiving
Het woord incunabel als term voor drukwerk werd voor het eerst gebruikt in een boek van de Münsterse geestelijke Bernard von Mallinckrodt, De ortu et progressu artis typographicae ("Over de opkomst en ontwikkeling van de kunst der typografie"), gepubliceerd in Keulen in 1639, waarin de zinsnede prima typographicae incunabula ("de vroegste kindertijd van het drukken") voorkomt. Daarin verwijst het woord 'incunabula' naar een periode, niet naar een boek: de periode waarin de typografie nog "een baby was".
In 1653 werd die periode vastgelegd zoals wij haar nog gebruiken: Philippe Labbé gebruikte 'incunabula' in zijn Nova bibliotheca librorum manuscriptorum voor het tijdperk tot en met 1500. Pas in de 18e eeuw raakte het woord van toepassing op boeken uit de vroegste periode. Daardoor kon ook de Latijnse nieuwvorming 'incunabulum' ontstaan, dat tegenwoordig niet meer gebruikt wordt.

## Enkele drukkers
Beroemde incunabelen zijn bijvoorbeeld het eerste echte gedrukte boek, de Gutenberg-bijbel uit circa 1453 en de Kroniek van Neurenberg van Hartmann Schedel (Neurenberg),  in 1493 gedrukt door Anton Koberger. In 1477 werd te Gouda door drukker Gheraert Leeu het eerste Nederlandse niet-religieuze boek gedrukt, Die hystorie vanden grooten Coninck Alexander. Een unieke versie van deze incunabel met houtsneden, gedrukt in Delft in 1491, werd in 2009 verworven door de Nederlandse Koninklijke Bibliotheek.
Andere bekende drukkers van incunabelen waren Albrecht Pfister in Bamberg, Günther Zainer in Augsburg, Johann Mentelin in Straatsburg, Nicolas Jenson en Aldus Manutius in Venetië, William Caxton in Brugge en Londen, Jan Brito en Colard Mansion in Brugge, Dirk Martens in Aalst.

## Enkele cijfers
In het midden van de vijftiende eeuw kwam de oplage van een publicatie gewoonlijk niet boven de 100-300 exemplaren. Aan het einde van de incunabeltijd kon de oplage oplopen tot een duizendtal. Het aantal verschillende incunabelen bedraagt ongeveer 29.000. Er zijn volgens schattingen in totaal rond de 500.000 exemplaren van bewaard gebleven.

## Collecties

Incunabel 15e eeuw

De meest gezaghebbende bibliografie is de Gesamtkatalog der Wiegendrucke die wordt samengesteld aan de Staatsbibliothek zu Berlin. 

De grootste collecties incunabelen bevinden zich in de volgende bibliotheken:
- Bayerische Staatsbibliothek, München (18.550 incunabelen)
- British Library, Londen (12.500)
- Bibliothèque nationale de France, Parijs (12.000)
- Vaticaanse Bibliotheek, Vaticaanstad (8000)
- Österreichische Nationalbibliothek, Wenen (8000)
- Württembergische Landesbibliothek, Stuttgart (7000)
- Huntington Library, San Marino, Californië (5600)
- Library of Congress, Washington, D.C. (5600)
- Bodleian Library, Oxford (5500)
- Staatsbibliothek zu Berlin, Berlin (circa 5000)
- Cambridge University Library, Cambridge (4600)
- John Rylands Library, Manchester (4500)
- Harvard University, Cambridge, Massachusetts (3600)
- Staatsbibliotheek Bamberg, Bamberg (3550)
- Yale University, New Haven, Connecticut (Beinecke Library, 3100, andere bibliotheken 425)
- Koninklijke Bibliotheek van België, Brussel, (2550)
- Biblioteca Ambrosiana, Milaan (circa 2300)
- Koninklijke Bibliotheek, Den Haag (2000)
- Huis van het boek, Den Haag (1500)
- University of Illinois at Urbana-Champaign (1130)
- Stadsbibliotheek Brugge, Brugge

## Percentages

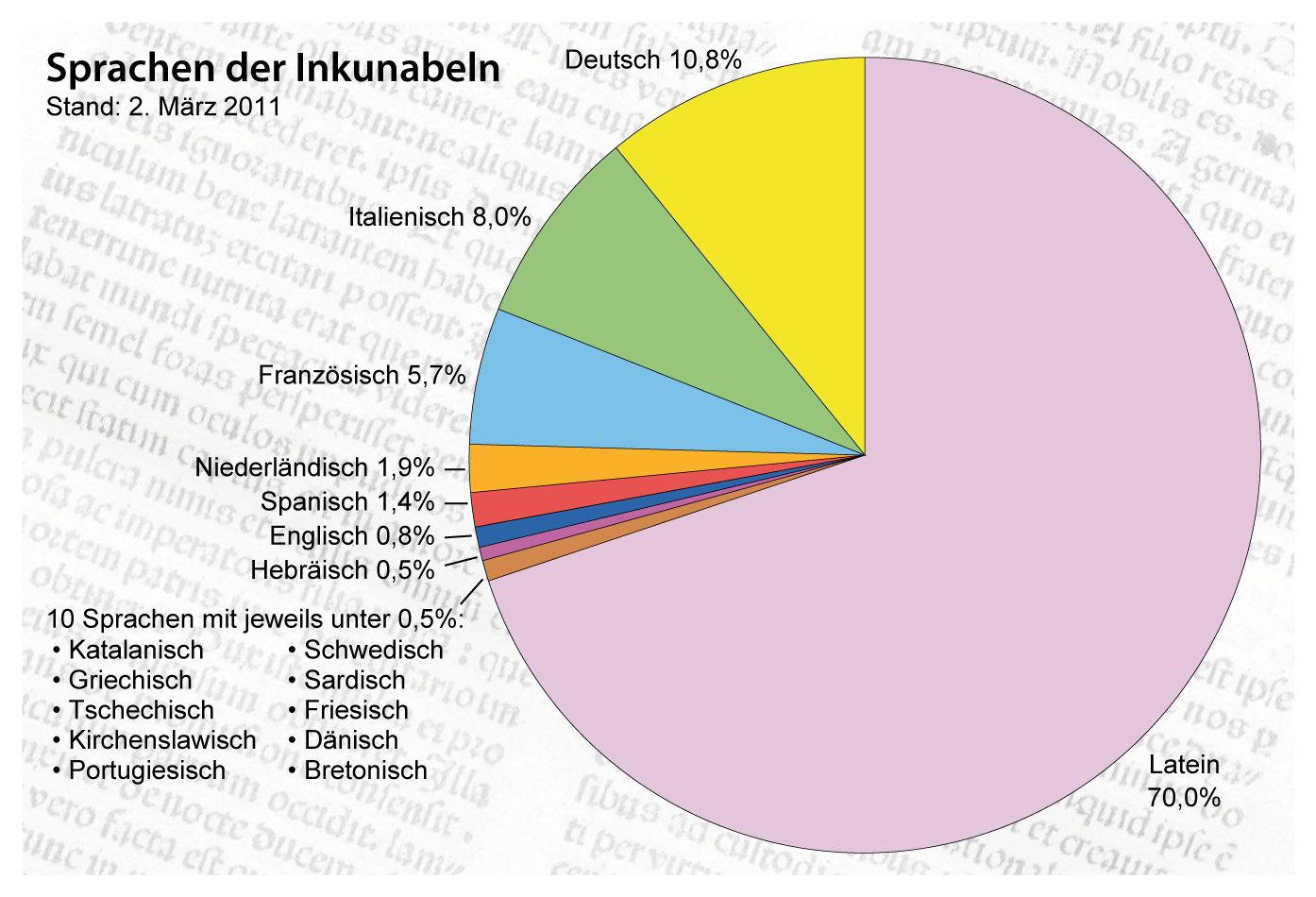
Percentage incunabelen naar taal
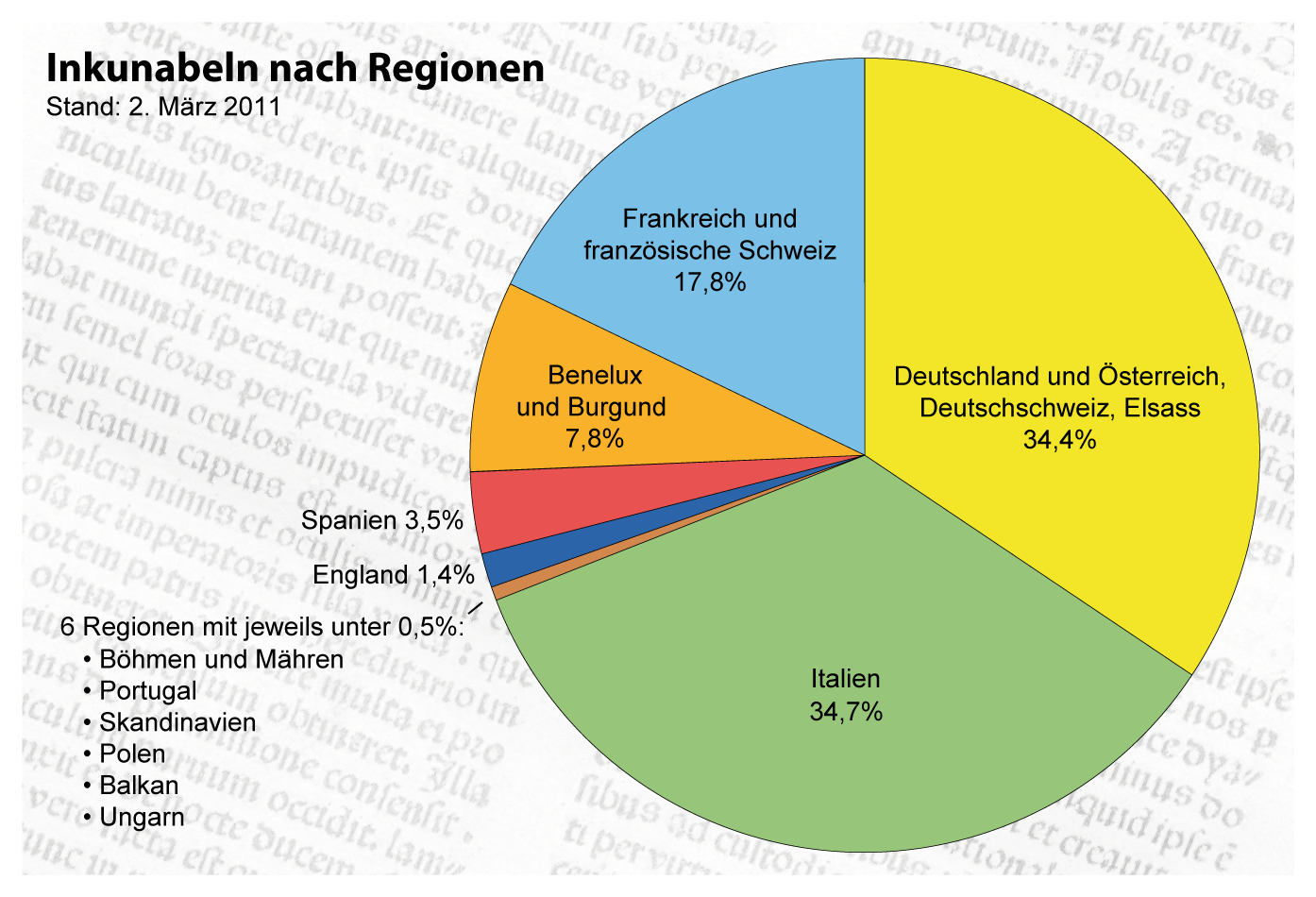
Percentage incunabelen naar regio